# Haloalcano

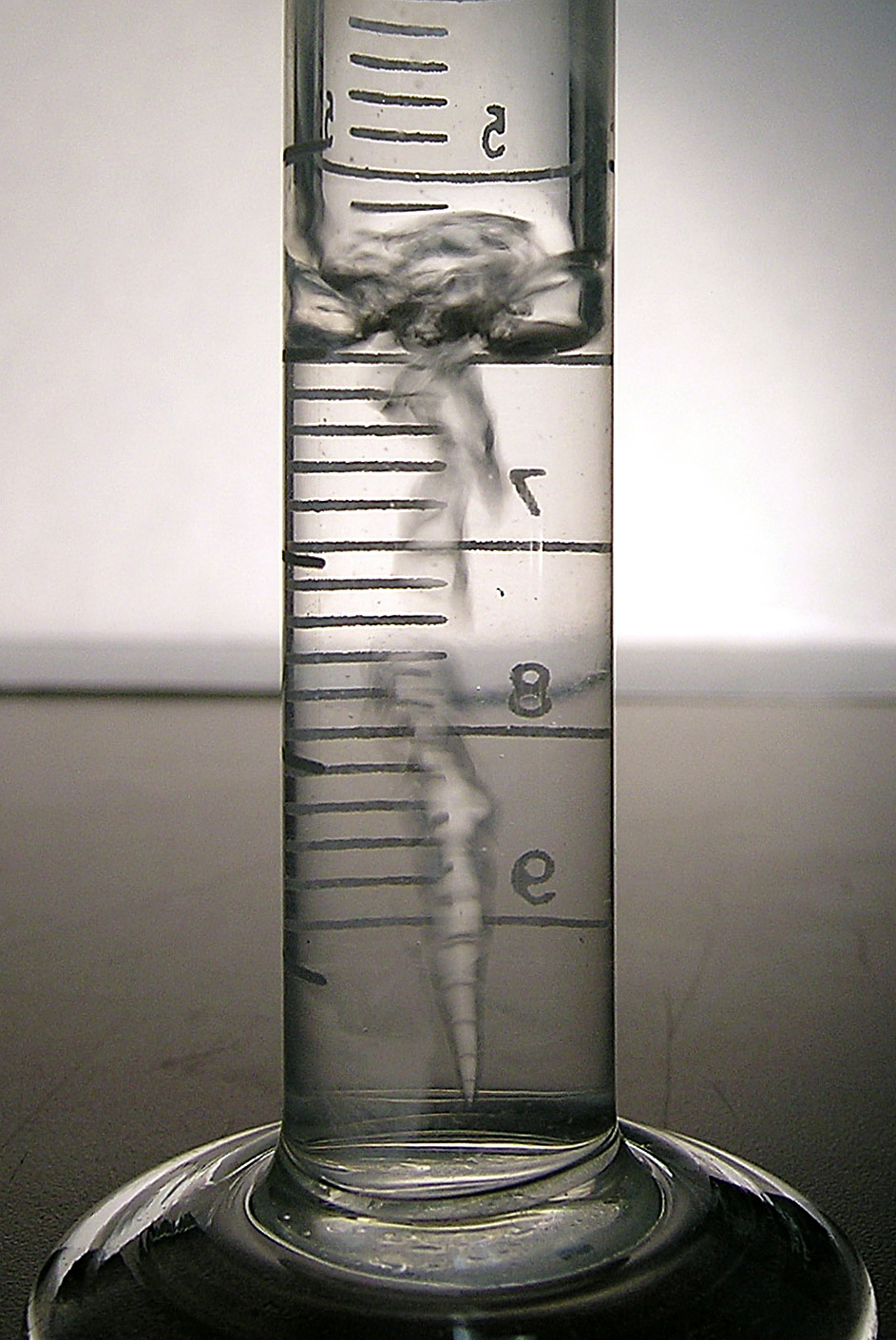
El tetrafluoroetano, un haloalcano, se presenta como un líquido transparente que hierve por debajo de la temperatura ambiente, como se observa en la foto.

Un haloalcano, también conocido como halogenuro de alquilo, halogenoalcano o haluro de alquilo, es un compuesto químico derivado de un alcano por sustitución de uno o más átomos de hidrógeno por átomos de halógeno. La sustitución con flúor, cloro, bromo y yodo conduce a fluoroalcanos, cloroalcanos, bromoalcanos y yodoalcanos, respectivamente. Los compuestos mixtos también son posibles, y son aquellos en los cuales por sustitución de más de un hidrógeno se han sustituido dos o más halógenos diferentes. Los ejemplos más conocidos son los clorofluorocarburos (CFC) que son los principales responsables del agujero en la capa de ozono. Los haloalcanos son usados en la fabricación de dispositivos semiconductores, como refrigerantes, agentes espumantes, disolventes, propelentes en sprays, agentes extintores y reactivos químicos.
El freon es el nombre comercial de un grupo clásico de clorofluorocarburos usados principalmente como refrigerantes. La palabra Freon es una marca registrada perteneciente a DuPont.
Existen cuatro tipos de haloalcanos. En los haloalcanos primarios, el carbono que soporta el átomo de halógeno está solo unido a un grupo alquilo. En los haloalcanos secundarios el carbono con el átomo de halógeno está unido a dos grupos alquilo. En un haloalcano terciario el carbono unido al halógeno también lo está a tres grupos alquilo. También tenemos otro pequeño grupo de haloalcanos donde el átomo de halógeno está unido a un grupo metilo (halometanos).

## Compuestos con cloro y flúor (CFC, HCFC, HFC)

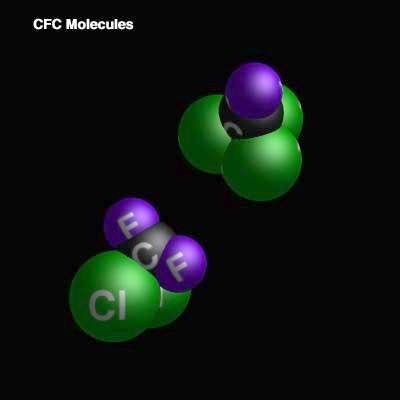
Moléculas de CFC.

Los clorofluorocarburos (CFC) son haloalcanos que contienen tanto cloro como flúor. Fueron ampliamente usados antiguamente en la industria, por ejemplo como refrigerantes, propelentes y disolventes limpiadores. Su uso ha sido en general prohibido por el Protocolo de Montreal, debido a sus efectos sobre la capa de ozono, (ver agujero de ozono). También contribuyen al calentamiento global.
Los hidroclorofluorocarburos (HCFC) son una clase de haloalcanos donde no todos los hidrógenos han sido reemplazados por cloro o flúor. Son usados fundamentalmente como sustitutos de los clorofluorocarburos (CFC), ya que sus efectos sobre la disminución del ozono son solo aproximadamente el 10% de los de CFC.
Cuando solo es el flúor el sustituyente de algunos hidrógenos entonces se conocen como hidrofluorocarburos (HFCs). Aunque algunos tienen un alto potencial de calentamiento global, no tienen efectos conocidos sobre la capa de ozono, ya que no contienen cloro o bromo, (cuando este tipo de compuestos contienen alguno de estos dos elementos son considerados dañinos para la capa de ozono).

## Polímeros halogenados
Alquenos fluorados o clorados pueden ser usados para polimerización, dando lugar a polímeros halogenados con notables propiedades de resistencia química. Ejemplos importantes incluyen al policloroeteno (Policloruro de vinilo, PVC), politetrafluoretileno (PTFE, Teflón), pero existen muchos más polímeros halogenados; sin embargo, sus monómeros son haloalquenos (más comúnmente llamados haluros de vinilo).

## Historia

### Desarrollo inicial
El tetracloruro de carbono fue usado en extintores y granadas extintoras de vidrio desde finales del siglo XIX hasta entorno el fin de la Segunda Guerra Mundial. La experimentación con cloroalcanos para la extinción del fuego en aviación militar empezó al menos tan pronto como los años 20 del siglo pasado.
El ingeniero americano Thomas Midgley desarrolló los clorofluorocarburos (CFC) en 1928 como una alternativa para el amoníaco (NH3), clorometano (CH3Cl) y el dióxido de azufre (SO2), que son tóxicos pero que eran de uso común en aquel momento como refrigerantes. El nuevo compuesto desarrollado tenía que tener un punto de ebullición bajo, ser no tóxico y en general inerte. En una demostración para la American Chemical Society, Midgley demostró flamantemente todas estas propiedades inspirando el gas y expirándolo para soplar una vela.
Midgley específicamente desarrolló el CCl2F2. No obstante, una de las características interesantes es que existe una familia entera de estos compuestos, cada uno teniendo su punto de ebullición único, pudiendo adecuarse a diferentes aplicaciones. Además de su aplicación original como refrigerantes, los clorofluoroalcanos han sido usados como propelentes en sprays, disolventes limpiadores para placas electrónicas y agentes espumantes para producir plásticos expandidos, (tales como el poliestireno expandido utilizado, entre otras aplicaciones, en materiales de envasado).

### Desarrollo de alternativas
Durante la Segunda Guerra Mundial, varios de los primeros cloroalcanos eran de uso estándar en los aviones militares de varios contendientes, pero estos primeros halones, (nombre con el que se conoce a los agentes extintores halogenados), sufrían de una toxicidad excesiva. Sin embargo, después de la guerra también se hicieron lentamente más habituales en la aviación civil.
En los años sesenta, los fluoroalcanos y bromofluoroalcanos pasaron a estar disponibles y fueron rápidamente considerados entre los materiales más efectivos descubiertos para la lucha contra el fuego. Las primeras investigaciones con halón 1301 fueron llevadas a cabo bajo los auspicios del ejército estadounidense, mientras que el halón 1211 fue, inicialmente, desarrollado principalmente en el Reino Unido. A finales de la década de los 60 eran estándar en muchas aplicaciones donde el agua y los extintores de polvo seco suponían una amenaza de dañar el bien que se pretendía proteger del fuego, incluyendo salas de computadoras, centros de telecomunicaciones, laboratorios, museos y colecciones de arte. Al principio en barcos de guerra, en los años 70, los bromofluoroalcanos, también progresivamente, llegaron a estar asociados con una rápido control de fuegos graves en espacios cerrados con un riesgo mínimo para el personal.
El trabajo en alternativas para los clorofluorocarburos en refrigerantes empezó a finales de los años 1970, después que los primeros avisos de perjuicio al ozono estratosférico fueron publicados en la revista Nature en 1974 por Molina y Rowland, (quienes compartieron el Premio Nobel de Química en 1995 por su trabajo). Añadiendo hidrógeno y creando  hidroclorofluorocarburos (HCFC), los químicos hicieron a estos compuestos menos estables en la atmósfera inferior, permitiéndoles descomponerse antes de alcanzar la capa de ozono. Alternativas posteriores prescinden del cloro, creando hidrofluorocarburos (HFC) con tiempos de vida todavía más cortos en la atmósfera inferior.
En los inicios de la década de los 1980, los bromofluoroalcanos eran de uso común en aeronaves, barcos y vehículos grandes además de instalaciones informáticas y museos. Sin embargo, se empezaba a sentir preocupación sobre el impacto de los cloroalcanos y bromoalcanos sobre la capa de ozono. La Convención de Viena sobre la Protección de la Capa de Ozono de 1985 no cubría los bromofluoroalcanos ya que se pensaba, en aquel momento, que la descarga de emergencia de los sistemas de extinción era demasiado pequeña en volumen para producir un impacto significativo como para restringir su uso, siendo además también importantes para la seguridad de las personas.
Sin embargo, en el momento del Protocolo de Montreal ya se habían dado cuenta de que las descargas accidentales o deliberadas durante las comprobaciones de los sistemas y el mantenimiento suponían volúmenes sustancialmente mayores que las descargas de emergencia, y por consiguiente los halones fueron incluidos dentro del tratado, aunque con excepciones.

### Retirada paulatina
Los únicos usos permitidos para los clorofluoroalcanos son medicinales.
El uso de ciertos cloroalcanos como disolventes para aplicaciones de gran escala, tales como limpieza en seco, está siendo abandonado paulatinamente debido, por ejemplo, a la directiva de Compuestos Orgánicos Volátiles (COV) de la UE.
Finalmente, los bromofluoroalcanos (halones), fueron retirados de forma general en muchos países europeos antes del 2004, basándose en el Protocolo de Montreal y las directrices de la UE. Siendo permitidos desde entonces únicamente en aplicaciones críticas como aviación o militares. La producción de nuevos stocks cesó en la mayoría de los países, probablemente todos, a partir de 1994. Sin embargo muchos países todavía requieren que sus aeronaves sean equipadas con sistemas para extinción de incendios basados en halón, porque una alternativa completamente satisfactoria y segura para esta aplicación no ha sido descubierta. Existen además otros pocos, y altamente especializados, usos. Esto ha conllevado la creación de programas de reciclaje de halón a través de "bancos de halón", que tratan de asegurar una gestión responsable del halón y el de ahorro en los stocks que quedan.

## Nomenclatura

### Nomenclatura IUPAC
La denominación oficial de los haloalcanos debería seguir la nomenclatura IUPAC, donde lo más común es nombrar el halógeno como un prefijo del alcano, (nomenclatura sustitutiva). Por ejemplo, el etano con bromo sería bromoetano, el metano con cuatro grupos cloro sería tetraclorometano. También se acepta nombrar el compuesto como un "haluro de alquilo", (nomenclatura función-radical). Sin embargo, muchos de estos compuestos ya tienen un nombre trivial establecido, que es aceptado por la nomenclatura IUPAC. Por ejemplo el cloroformo (triclorometano).

Bromoetano en nomenclatura sustitutiva. Bromuro de etilo en nomenclatura "función-radical".

Cloroformo, nombre común del triclorometano. En nomenclatura "función-radical": cloruro de metilino.

### Nomenclatura alternativa de refrigerantes
El sistema de denominación de refrigerantes se usa principalmente con alcanos de cadena corta clorados o fluorados utilizados en refrigeración. En los Estados Unidos el estándar está especificado en la normativa ANSI/ASHRAE Standard 34, con suplementos anuales adicionales. Este sistema, desarrollado hace décadas, se ha convertido en un sistema de nomenclatura internacional.
Los prefijos ANSI/ASHRAE específicos eran FC (fluororocarburo) o R (refrigerante), pero hoy en día la mayoría tienen prefijos basados en una clasificación más concreta:
- CFC, para clorofluorocarburos (Cl, F, C)
- HCFC, para hidroclorofluorocarburos (H, Cl, F, C)
- HBFC, para hidrobromofluorocarburos (H, Br, F, C)
- HFC, para hidrofluorocarburos (H, F, C)
- HC, para hidrocarburos (H, C)
- PFC, para perfluorocarburos (completamente fluorados) (F, C)

etc.
El sistema de nomenclatura consiste en "prefijo-01234a", donde:
0 = Número de dobles enlaces. (Se omite si es cero).
1 = Número de átomos de carbono - 1. (Se omite si es cero)
2 = Átomos de hidrógeno + 1
3 = Átomos de flúor
4 = Átomos de cloro reemplazados por átomos de bromo (se le añade el prefijo B), o átomos de yodo (se le añade el prefijo I). (Se omite si es cero).
a = Letra o letras añadidas para identificar los isómeros. En el caso de un haloalcano de dos carbonos, el isómero "normal", sin letra, para una numeración es aquel que tiene la menor diferencia de masas entre los carbonos. A continuación las letras a, b, etc. son adjudicadas sucesivamente a cada isómero conforme la diferencia de masas se aleja de la del "normal".

#### Decodificando el nombre
Se puede hacer deduciéndolo de las reglas anteriormente expuestas, o bien sumándole 90 al número que sigue al prefijo, obteniéndose una cifra que se corresponde con la composición C:H:F. En compuestos saturados el número de sustituyentes es igual a (2C + 2). En el caso de que la suma de átomos de H y F sea inferior al número de sustituyentes, entonces el resto de átomos para llegar a la saturación corresponderán a átomos de Cl, Br y/o I. Por ejemplo:
```
ASHRAE      +90    Composición empírica   Fórmula
                   C  H  F  (+Cl) (+Br)
CFC-11      101    1  0  1    3     -     CCl
3
F

HCFC-21     111    1  1  1    2     -     CHCl
2
F

HBFC-22B1   112    1  1  2    -     1     CHBrF
2

HFC-32      122    1  2  2    -     -     CH
2
F
2
```

### Nomenclatura alternativa de halones
Al igual que el anterior también se ha convertido en un sistema de nomenclatura utilizado internacionalmente. Fue ideado por el cuerpo de ingenieros del ejército estadounidense, (U.S. Army Corps of Engineers). Los halones son hidrocarburos halogenados destinados al uso como agentes extintores.
En esta nomenclatura al término "Halón" le sigue un número de 3, 4 o 5 cifras donde el primer dígito corresponde al número de átomos de carbono, el segundo al número de átomos de flúor, el tercero al número de átomos de cloro, el cuarto al número de átomos de bromo y el quinto corresponde al número de átomos de yodo. Los ceros finales no se expresan. Por ejemplo el Halón 1301 corresponde al compuesto de fórmula CBrF3, (bromotrifluorometano).

## Visión general
| Visión general de los haloalcanos | Visión general de los haloalcanos                  | Visión general de los haloalcanos | Visión general de los haloalcanos |
| --- | -------------------------------------------------- | --------------------------------- | --------------------------------- |
| Esta tabla da una visión de la mayoría, entre otros, de haloalcanos de uso general o conocidos comúnmente. La lista incluye desde productos de gran volumen de producción hasta productos destinados a uso en laboratorios. |                                                    |                                   |                                   |
| Nombre sistemático | Nombre común o trivial                             | Código*                           | Fórmula química                   |
| Halometanos |                                                    |                                   |                                   |
| Clorometano | Cloruro de metilo, R-40                            | HCC-40                            | CH3Cl                             |
| Diclorometano | Cloruro de metileno                                | HCC-30                            | CH2Cl2                            |
| Triclorometano | Cloroformo                                         | HCC-20                            | CHCl3                             |
| Tetraclorometano | Tetracloruro de carbono, Freon 10, Halón 104, R-10 | PCC-10                            | CCl4                              |
| Tetrafluorometano | Tetrafluoruro de carbono, Freon 14, R-14           | PFC-14                            | CF4                               |
| Triclorofluorometano | Freon 11, R-11                                     | CFC-11                            | CCl3F                             |
| Diclorodiflurometano | Freon 12, R-12                                     | CFC-12                            | CCl2F2                            |
| Clorotrifluorometano | Freon 13, R-13                                     | CFC-13                            | CClF3                             |
| Clorodifluorometano | Freon 22, R-22                                     | HCFC-22                           | CHClF2                            |
| Trifluorometano | Fluoroformo, FE 13, Freon 23, R-23                 | HFC-23                            | CHF3                              |
| Difluorometano | R-32                                               | HFC-32                            | CH2F2                             |
| Fluorometano | Fluoruro de metilo, Freon 41                       | HFC-41                            | CH3F                              |
| Bromometano | Bromuro de metilo, Halón 1001                      | HBC-40B1                          | CH3Br                             |
| Dibromometano | Bromuro de metileno                                | HBC-30B2                          | CH2Br2                            |
| Tribromometano | Bromoformo                                         | HBC-20B3                          | CHBr3                             |
| Bromoclorometano | Halón 1011, BCM                                    | HBCC-30B1                         | CH2BrCl                           |
| Bromoclorodifluorometano | Halón 1211, BCF, Halón 1211 BCF, Freon 12B1        | BCFC-12B1                         | CBrClF2                           |
| Bromotrifluorometano | Halón 1301, BTM, Halón 1301 BTM, Freon 13B1        | BFC-13B1                          | CBrF3                             |
| Trifluoroyodometano | Yoduro de trifluorometilo, Freon 13I1              | FIC-13I1                          | CF3I                              |
| Haloetanos |                                                    |                                   |                                   |
| 1,1,1-Tricloroetano | Metil cloroformo                                   | HCC-140a                          | Cl3C-CH3                          |
| Percloroetano | Hexacloroetano                                     | PCC-110                           | C2Cl6                             |
| 1,1,2-Triclorotrifluoroetano | Triclorotrifluoretano, R-113, Freon 113            | CFC-113                           | Cl2FC-CClF2                       |
| 1,1,1-Triclorotrifluoroetano | R-113a, Freon 113a                                 | CFC-113a                          | Cl3C-CF3                          |
| 1,2-Diclorotetrafluoroetano | Diclorotetrafluoroetano, R-114, Freon 114          | CFC-114                           | ClF2C-CClF2                       |
| Cloropentafluoroetano | R-115, Freon 115                                   | CFC-115                           | ClF2C-CF3                         |
| 2-Cloro-1,1,1,2-tetrafluoroetano | R-124, Freon 124                                   | HCFC-124                          | CHClF2CF3                         |
| Pentafluoroetano | FE-25, R-125, Freon 125                            | HFC-125                           | CHF2CF3                           |
| 1,1,2,2-Tetrafluoroetano | R-124, Freon 124                                   | HFC-134                           | F2HC-CHF2                         |
| 1,1,1,2-Tetrafluoroetano | R-134a, Suva 134a                                  | HFC-134a                          | F3C-CH2F                          |
| 1,1-Dicloro-1-fluoroetano | R-141b                                             | HCFC-141b                         | Cl2FC-CH3                         |
| 1-Cloro-1,1-difluoroetano | R-142b                                             | HCFC-142b                         | ClF2C-CH3                         |
| 1,2-Dicloroetano | Dicloruro de etileno, DCE                          | HCC-150                           | ClH2C-CH2Cl                       |
| 1,1-Dicloroetano | Dicloruro de etilideno, 1,1-DCE                    | HCC-150a                          | Cl2HC-CH3                         |
| 1,1-Difluoroetano | R-152a                                             | HFC-152a                          | F2HC-CH3                          |
| Haloalcanos de cadena más larga y polímeros |                                                    |                                   |                                   |
| 1,1,1,2,3,3,3-Heptafluoropropano | Heptafluoropropano, FM-200, FE-227                 | HFC-227ea                         | F3C-CHF-CF3                       |
| Perfluorobutano | CEA-410, PFC 410                                   | PFC-3-1-10                        | F3C-CF2-CF2-CF3                   |
| Policloroeteno, policloroetileno, Policloruro de vinilo | PVC                                                |                                   | -[CHCl-CH2]x-                     |
| Politetrafluoroeteno, politetrafluoroetileno | PTFE, Teflón                                       |                                   | -[CF2-CF2]x-                      |
| |                                                    |                                   |                                   |

* En algunos compuestos a modo de ejemplo ya que no se usa esta nomenclatura con ellos.

## Síntesis
Los haluros de alquilo pueden ser sintetizados a partir de alcanos, alquenos o alcoholes.

### Desde alcanos
Los alcanos reaccionan con halógenos (habitualmente cloro y bromo, ya que con el flúor pueden reaccionar violentamente y el yodo no reacciona) mediante una halogenación radicalaria. En esta reacción un átomo de hidrógeno es eliminado del alcano, y a continuación sustituido por un átomo de halógeno a través de una reacción con la molécula diatómica del halógeno. Esto es:
Etapa 1: X2 → 2 X· (Iniciación)
Etapa 2: X· + R-H → R· + HX (1.ª etapa de propagación)
Etapa 3: R· + X2 → R-X + X· (2.ª etapa de progación)
Las etapas 2 y 3 se siguen repitiendo, cada una suministrando el intermedio reactivo necesario para la otra etapa. Esto se conoce como reacción en cadena radicalaria. La reacción continúa hasta que los radicales son consumidos en una de las tres etapas de terminación:
R· + X· → R-X
2 X· → X2
2 R· → R-R
En la primera el producto es el mismo que el de la etapa 3, el haloalcano deseado, pero a través de la destrucción de dos radicales. La segunda es la reacción inversa a la etapa 1. La tercera explica la pequeña contaminación en esta reacción con alcanos más grandes y sus consiguientes haloalcanos.
Existen organismos marinos y algunos terrestres que poseen ciertas enzimas que catalizan la halogenación (sobre todo bromo y cloro) en carbonos saturados. La enzima cataliza la reacción con la participación de un cofactor de vanadio y peróxido de hidrógeno, formando un hipohalogenito como intermediario. Por ejemplo, la bromoperoxidasa (EC 1.11.1.18) es una enzima que cataliza la reacción:
R-H + HBr + H2O2 {\displaystyle \rightleftharpoons } R-Br + 2 H2O
Y la cloroperoxidasa  (EC 1.11.1.10) es una enzima que cataliza la formación de enlaces estables C-Cl:
R-H + HCl + H2O2 {\displaystyle \rightleftharpoons } R-Cl + 2 H2O

### Desde alquenos
Un alqueno reacciona con un haluro de hidrógeno (HX) como el cloruro de hidrógeno (HCl) o el bromuro de hidrógeno (HBr) para formar un haloalcano. El doble enlace del alqueno es reemplazado por dos nuevos enlaces, uno con el halógeno y el otro con el átomo de hidrógeno del hidrácido del halógeno. La regla de Markonikov establece que en esta reacción lo más probable es que el halógeno quede unido al carbono más sustituido. Por ejemplo:
H3C-CH=CH2 + HCl → H3C-CHCl-CH3 pero no H3C-CH2-CH2Cl
Los alquenos también reaccionan con halógenos (X2) para formar haloalcanos con dos átomos de halógeno vecinales. Esto a veces se conoce como "decoloración" del halógeno, ya que el reactivo X2 es coloreado y el producto es habitualmente incoloro. Por ejemplo:
H3C-CH=CH2 + Br2 → H3C-CHBr-CH2Br
Otra opción, es halogenar la posición alílica de un alqueno, con NBS (N-bromosuccinimida), que actúa como fuente de bromo molecular (Br2) a baja concentración al reaccionar con bromuro de hidrógeno (HBr) presente a nivel de trazas, usando tetraclorometano como disolvente en presencia de un iniciador de radicales libres (como peróxidos o luz). El propósito de la NBS es detener la reacción en el producto deseado, de lo contrario la bromación continuaría. Como producto secundario se obtiene succinimida.

### Desde alcoholes
Las fluoruros de alquilo pueden prepararse a partir de alcoholes haciéndolos reaccionar con agentes fluorantes especiales, tales como el reactivo de Ishikawa y el reactivo de Olah.

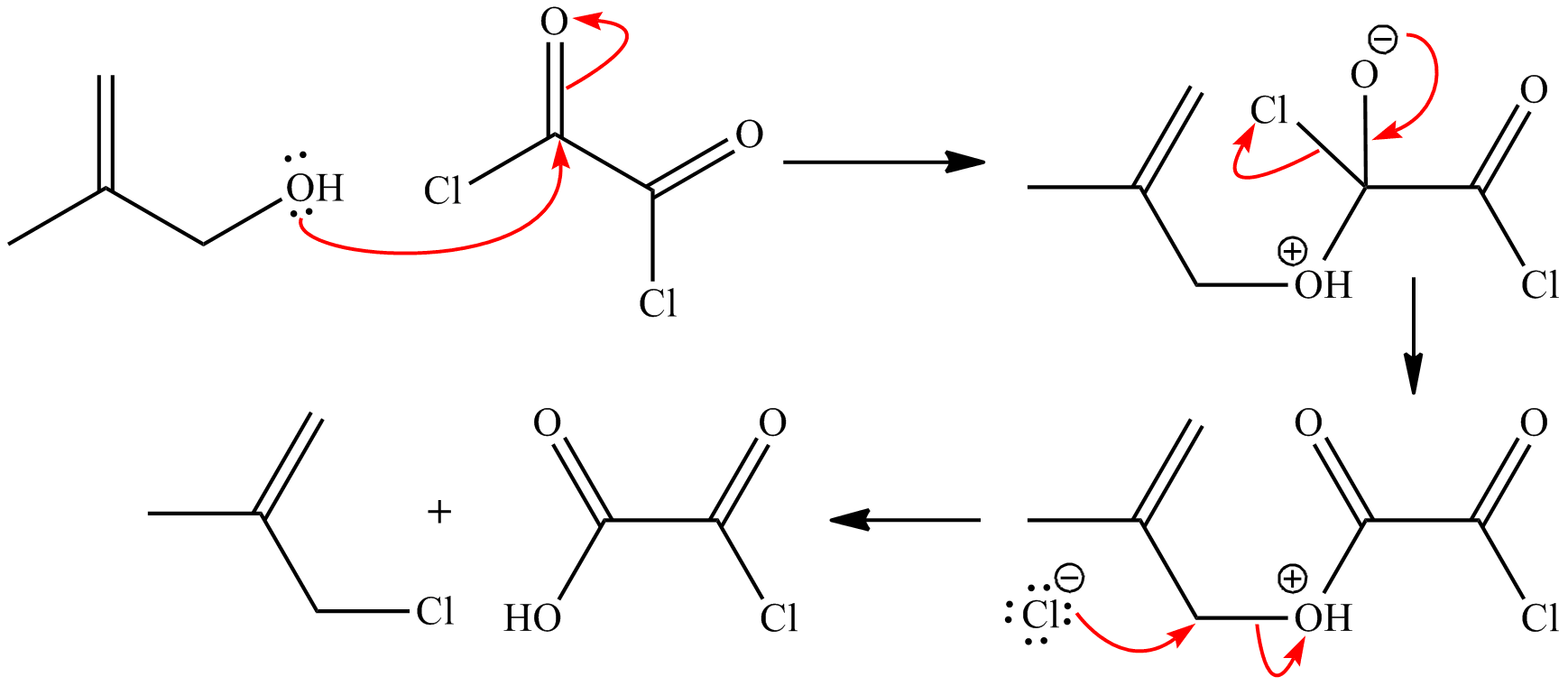
Mecanismo de reacción de un alcohol (2-metil-2-en-1-propanol) con cloruro de oxalilo para obtener un cloroalcano (3-cloro-2-metil-1-propeno).

Los alcoholes terciarios reaccionan con ácido clorhídrico directamente para producir el cloroalcano terciario, pero si se usa un alcohol primario o secundario es necesaria la presencia de un ácido de Lewis, un "activador", como el cloruro de zinc. Como alternativa la conversión puede ser llevada a cabo directamente usando cloruro de tionilo (SOCl2). Un alcohol puede también ser convertido a bromoalcano usando ácido bromhídrico o tribromuro de fósforo (PBr3), o a yodoalcano usando fósforo rojo y yodo para generar "in situ" el triyoduro de fósforo. Dos ejemplos:
(H3C)3C-OH + HCl → (H3C)3C-Cl + H2O
CH3-(CH2)6-OH + SOCl2 → CH3-(CH2)6-Cl + SO2 + HCl
Una alternativa al uso de cloruro de tionilo, es usar cloruro de oxalilo, con el que se obtiene el cloroalcano correspondiente.

## Reacciones de los haloalcanos
Los haloalcanos son reactivos frente a nucleófilos. El enlace entre el carbono y el halógeno está polarizado, el halógeno es más electronegativo que el carbono al cual está unido. Esto conlleva un carbono electrodeficiente (electrófilo) que, inevitablemente, atrae nucleófilos.

### Reacciones de sustitución
Las reacciones de sustitución implican reemplazar el halógeno por otro grupo.
La hidrólisis, una reacción en la que el agua rompe un enlace, es un buen ejemplo de la naturaleza electrófila de los haloalcanos. El enlace polarizado atrae iones hidróxido, OH-, (siendo el NaOH(aq) una fuente común de este ion). El OH- es un nucleófilo con una carga negativa, y ya que tiene un exceso de electrones puede cederlos al carbono electrófilo, lo que resulta en un enlace covalente entre los dos. Así C-X se rompe heterolíticamente dando lugar a un ion haluro, X-. Ya que el OH está ahora unido al grupo alquilo se ha creado un alcohol. (La hidrólisis, por ejemplo, del bromoetano conduce a etanol).
Cabe destacar que dentro del grupo de los halógenos, el enlace C-X se debilita al aumentar el tamaño del halógeno, (y disminuir la fuerza como base del correspondiente ion haluro), y esto afecta a la velocidad de la reacción. Así pues, el enlace C-I de un yodoalcano generalmente reacciona más rápido que el C-F de un fluoroalcano.
Aparte de la hidrólisis, algunos otros ejemplos de sustitución nucleófila:
- El amoníaco (NH3) y bromoetano dan una mezcla de etilamina, dietilamina y trietilamina (en forma de sus sales de bromuro) y bromuro de tetraetilamonio.
- El cianuro (CN-) añadido a bromoetano formará propiononitrilo (CH3CH2CN), un nitrilo, y Br-. Los nitrilos pueden ser adicionalmente hidrolizados a ácidos carboxílicos.

### Reacciones de eliminación
En vez de generar una molécula donde el halógeno es sustituido por algo diferente, se pueden eliminar completamente tanto el halógeno como un hidrógeno vecinal para formar un alqueno. Por ejemplo, con bromoetano y NaOH, el hidróxido puede atacar a un átomo de hidrógeno del carbono no sustituido, eliminando un protón (H+) y el bromuro del bromoetano. Esto da C2H4 (etileno), H2O y NaBr.

## Aplicaciones

### Propelentes
Uno de los usos importantes de los CFC ha sido como propelentes en inhaladores para medicamentos utilizados en el tratamiento del asma. La conversión de estos dispositivos y tratamientos desde los CFC a otros halocarburos que no tengan el mismo efecto sobre la capa de ozono está bien en marcha. La capacidad de los hidrofluorocarburos como propelentes para solubilizar medicamentos y excipientes es diferente de la de CFC y por consiguiente requieren una considerable cantidad de esfuerzo para reformularlos.

### Refrigerantes
Un refrigerante es un compuesto usado en un ciclo térmico que sufre un cambio de fase de gas a líquido y al inrevés. Los dos principales usos de los refrigerantes son en frigoríficos, congeladores y aires acondicionados. Los CFC aparecieron en la década de los 1930 y dadas sus características, seguros, baja toxicidad, estables, de fácil manejo y baratos, sustituyeron a los peligrosos amoniaco, cloruro de metilo o SO2 que se habían utilizado hasta aquel momento como refrigerantes. Sin embargo las evidencias de su acción perjudicial sobre la capa de ozono hizo que el uso de los CFC como refrigerantes en nuevas instalaciones esté prohibido desde mediados de la década de 1990. El uso de los HCFC en equipos nuevos también está prohibido, aunque pueden usarse todavía por un tiempo limitado en recargas. Una alternativa es el uso de HFCs.

### Espumas
Un agente espumante, (o expandente o de expansión), es un material que producirá gas bajo ciertas condiciones, (típicamente temperaturas altas), pudiendo ser usado para formar espuma, aumentando el volumen. Es el caso de compuestos volátiles que al calentarse producen gas. En el pasado se usó ampliamente el CFC-11, que posteriormente fue sustituido principalmente por el HCFC-141b. En la actualidad se tiende al uso de HFCs e hidrocarburos así como tecnologías basadas en CO2, agua o aire.

### Extinción de incendios
A altas temperaturas los halones se descomponen liberando átomos de halógeno que se combinan eficazmente con radicales libres que se generan durante la combustión, desactivando la reacción de propagación de la llama incluso quedando el combustible adecuado, oxígeno y calor. La reacción química en una llama sigue una reacción en cadena radicalaria. Mediante la captura de los radicales que propagan la reacción los halones son capaces de "envenenar" el fuego, con concentraciones menores que las requeridas por los sistemas de extinción que usan los métodos más tradicionales de enfriamiento, sofocación o dilución del combustible. Además dada su limitada toxicidad y no dañar los bienes a proteger, tuvieron una amplia difusión. Debido a ser perjudiciales para la capa de ozono, su uso en la actualidad se limita a aplicaciones críticas, (centrales nucleares, aviación y militares).

### Disolventes
En el pasado el uso del metilcloroformo (1,1,1-tricloroetano) en la limpieza de metales y del CFC-113 en la limpieza de componentes electrónicos estaba muy extendido. Debido a sus efectos nocivos sobre la capa de ozono su uso está prohibido desde mediados de la década de 1990. Como sustituyentes provisionales, ya que también su uso debe ser abandonado progresivamente, se han usado los HCFC-141b y HCFC-225 ca/cb. Otro disolvente, usado como desengrasante en la industria, también ya prohibido es el tetracloruro de carbono. Entre las alternativas que han aparecido a estos disolventes se encuentran el uso de HFCs, hidrofluoroéteres (HFEs), disolventes clorados (p. ej. tricloroetileno), hidrocarburos y disolventes oxigenados (p.ej. metanol). También sistemas de limpieza que usan agua o el uso de tecnologías que no necesitan limpieza.

### Control de plagas
El bromuro de metilo (CH3Br) se ha usado para la fumigación de suelos y el control de plagas en agricultura. En la Unión Europea su utilización está limitada y controlada a usos críticos.